# Aeroportul Seward
Aeroportul Seward (IATA: SWD, ICAO: PAWD, FAA LID: SWD) este un aeroport din Alaska, Statele Unite ale Americii ce deservește zona Seward⁠(d). Aeroportul a fost tranzitat în 2019 de 12 pasageri. A fost numit după zona deservită.
Situat la o altitudine de 7 m, aeroportul dispune de 2 piste. Este operat de Alaska Department of Transportation & Public Facilities⁠(d).

## Infrastructură

### Piste
Aeroportul dispune de 2 piste. Pista 13/31 are suprafața de asfalt și dimensiunile 4.533 picioare × 100 picioare. Pista 16/34 are suprafața de asfalt și dimensiunile 2.289 picioare × 75 picioare. 